# Solara (Bomporto)
Solara è una frazione di circa 1 210 abitanti del comune di Bomporto, in provincia di Modena.
Nella località si è combattuta, il 3 aprile 1363, la battaglia di Solara, tra le truppe di Bernabò Visconti e le truppe anti-viscontee, comandate da Feltrino Gonzaga.

## Monumenti e luoghi di interesse
- Villa Sorelle Luppi
- Chiesa di San Rocco